# Волноводные моды
Волноводной модой принято называть электромагнитные колебания определённого типа внутри планарной структуры обладающей свойствами, схожими с волноводами (например в резонансных решётках или тонких плёнках), по аналогии с волновыми модами. Иными словами это часть излучения, распространяющаяся в модифицированном приповерхностном слое материала под определенным углом.
Так как любой волновод является колебательной системой имеющей конечные размеры, волновой вектор (а, следовательно, длина волны) в волноводе может принимать лишь определённые дискретные значения, что следует из решений уравнений Максвелла. Колебания в тонком слое с определёнными значениями волнового вектора называются волноводными модами, так как физический смысл этого явления аналогичен модам в оптике.
Стрелками на рисунке указаны направления нормалей к волновым поверхностям зигзагообразных волн, соответствующих волноводной моде.
Для изучения явления волновых мод мы предположим, что по координате х свет ограничен (∆х – толщина волноводного слоя). Тогда рассмотрим распространение по координате z. Также, стоит учесть, что структура и свет однородны в направлении оси y (y перпендикулярен x и z). Волна испытывает полное внутреннее отражение на границах пленки. Все излучаемые волны монохроматичны и когерентны, их угловая частота равна ω, длина волны в вакууме λ, а волновой вектор в направлении нормали к волновой поверхности равен {\displaystyle kn_{1}}kn1 , где {\displaystyle k={\frac {2\pi }{\lambda }}={\frac {\omega }{c}}}
Постоянная распространения β для волноводной моды в плоском волноводе : {\displaystyle \beta ={\frac {\omega }{\nu }}=kn_{1}sin\theta } , где {\displaystyle \nu }-фазовая скорость. Угол {\displaystyle \theta } для каждой моды собственный и не может принимать любые значения, т.к. только дискретный набор углов приводит к согласованной картине распределения поля, которая соответствует тому, что мы называем волноводной модой.
Рассмотрим поперечное сечение волновода плоскостью z = const. Сумма сдвигов фаз, образовавшихся  при распространении луча света от границы с подложкой к границе с покровным слоем и его отражения от последней, должна быть кратна {\displaystyle 2\pi } . Сдвиг фазы за начальный проход пленки равен {\displaystyle k_{}n_{1}h_{}\cos \Theta _{}}, сдвиг фазы в результате полного внутреннего отражения на границе раздела пленка - покровный слой равен {\displaystyle -2\varphi _{12}}, сдвиг за следующий проход от этой границы {\displaystyle k_{}n_{1}h_{}\cos \Theta _{}} и сдвиг из-за полного внутреннего отражения на границе раздела пленка - подложка равен {\displaystyle -2\varphi _{13}}.
Таким образом, получаем условие поперечного резонанса :
{\displaystyle 2k_{}n_{1}h_{}\cos \Theta _{}-2\varphi _{12}-2\varphi _{13}=2\pi m_{}}, где m-целое число, номер моды волновода.
Величина {\displaystyle \varphi } является функцией угла {\displaystyle \Theta } :
для ТМ-мод
{\displaystyle tg\varphi _{12,\mathrm {T} \mathrm {M} }={\frac {{\frac {n_{1}^{2}}{n_{2}^{2}}}\cdot \surd (n_{1}^{2}sin\Theta _{}^{2}-n_{2}^{2})}{n_{1}\cos \Theta _{}}}}
для ТЕ-мод
{\displaystyle tg\varphi _{12,\mathrm {T} E}={\frac {\surd (n_{1}^{2}sin\Theta _{}^{2}-n_{2}^{2})}{n_{1}\cos \Theta _{}}}}
Эффективный показатель преломления волновода :
{\displaystyle n_{eff}={\frac {\beta }{k}}=n_{1}\sin \Theta }
{\displaystyle kn_{2}<\beta <kn_{1}} , {\displaystyle n_{2}<n_{eff}<n_{1}}